# Pergamonski muzej
Pergamonski muzej (nemško Pergamonmuseum) je muzej na Muzejskem otoku v zgodovinskem središču Berlina, Nemčija, in del Unescove svetovne dediščine. Muzej se je gradil od leta 1910 do 1930 na ukaz nemškega cesarja Viljema II. in po načrtih arhitektov Alfreda Messela in Ludwiga Hoffmanna v klasicističem slogu.  V muzeju domujejo zbirke starin,  vključno s slavnim Pergamonskim oltarjem, Muzej prednjeazijskih kultur in Muzej islamske umetnosti. Del zgradbe bo zaradi obnove zaprt do leta 2023.

## Zgodovina
Ko se je leta 1904 na Muzejskem otoku odprl Muzej cesarja Fiderika (danes Bodemuseum), je bilo jasno, da zgradba ni dovolj velika, da bi lahko gostila vse umetniške in arheološke zaklade, ki so jih izkopali pod nemškim vodstvom. Izkopavanja so potekala na ozemlju staroveškega Babilona, Uruka, Ašurja, Mileta, Priene in Starega Egipta, predmetov s teh najdišč pa v obstoječem nemškem muzejskem sistemu ni bilo mogoče ustrezno prikazati. Wilhelm von Bode, direktor  Muzeja cesarja Fiderika, je dal pobudo  za gradnjo novega muzeja v bližini starega, ki bi vključeval starodavno arhitekturo, nemško poantično umetnost ter bližnjevzhodno in islamsko umetnost.
Načrte za veliko trikrilno stavbo je zasnoval Alfred Messel leta 1906. Po njegovi smrti leta 1909 je projekt prevzel njegov prijatelj Ludwig Hoffman, gradnja pa se je začela leta 1910, nadaljevala med prvo svetovno vojno  in veliko gospodarsko krizo in inflacijo v dvajsetih letih 20. stoletja. Muzej je bil dokončan in odprt leta 1930.
Pergamonski muzej je bil močno poškodovan med zračnimi napadi na Berlin ob koncu druge svetovne vojne. Številni razstavni predmeti so bili shranjeni na varnih mestih, nekateri veliki razstavni predmeti pa so bili zaradi zaščite zazidani. Leta 1945 je Rdeča armada zbrala vse ohranjene muzejske predmete, bodisi kot vojni plen bodisi zato, da bi jih rešila pred ropanjem in požari, ki so takrat divjali v Berlinu. Leta 1958 so večino predmetov vrnili v Vzhodno Nemčijo, del zbirk pa je ostal v Sovjetski zvezi. Nekateri so trenutno razstavljeni v Puškinovem muzeju v Moskvi in Ermitažu v Sankt Peterburgu. Vrnitev teh predmetov je bila dogovorjena s sporazumom med Nemčijo in Rusko federacijo, ruski zakonodaja o kulturni lastnini pa izročitev blokira.

## Zbirke
Med razstavljenimi predmeti so tudi 
- Pergamonski oltar
- tržna vrata Mileta
- Ištarina vrata  in procesijska cesta iz Babilona
- friz palače  Kasr Mšata, Jordanija
- Meissnerjev fragment Epa o Gilgamešu

### Zbirka antičnih starin (Antikensammlung)
Zbirka je začela nastajati v obdobju brandenburških volilnih knezov, zbiralcev antičnih predmetov. Leta 1698 je bila obogatena z zbirko rimskega arheologa in z otvoritvijo Starega muzeja (Altes Museum) leta 1830 postala delno dostopna javnosti. Zbirka se je močno razširila z izkopavanji v Olimpiji, Samosu, Pergamonu, Miletu, Prieni, Magneziji, Cipru in Didimi.
Zbirke si delita Pergamonski in Stari muzej.
Zbirka vsebuje skulpture od arhaične do helenistične dobe ter umetnine iz grške in rimske antike: arhitekturo, kipe, napise, mozaike, izdelke iz brona, nakit in keramiko.
Glavni eksponati so Pergamonski oltar iz 2. stoletja pr. n. št. s 113 metrov dolgim frizom, ki prikazuje boj bogov in velikanov in vrata miletske tržnice iz rimske antike.
Ker je bila Nemčija po drugi svetovni vojni razdeljena na Vzhodno in Zahodno Nemčijo, je bil Pergamonski muzej ponovno odprt leta 1959 v Vzhodnem Berlinu. Predmeti, ki so ostali v Zahodni Nemčiji, so bili razstavljeni v gradu Charlottenburg.

### Muzej islamske umetnosti (Museum für Islamische Kunst)
Ko je bil leta 1904 odprt Muzej Bode, se je ustanovil oddelek za islamsko umetnost, ki je bil leta 1950 vključen v Pergamonski muzej.
Poleg islamskih umetnin od 8. do 19. stoletja, zbranih od Španije do Indije, je glavna atrakcija muzeja fasada nedokončane zgodnje islamske puščavske palače Mšata, grajene južno od Amana v današnji Jordaniji. Fasada je bila darilo osmanskega sultana Abdula Hamida II. nemškemu cesarju Viljemu II. Deli vzhodnega dela fasade in ruševine zgradbe so ostali v Jordaniji.
Drug edinstven eksponat je soba iz Alepa, nekdanja sprejemnica v posrednikovi hiši v Alepu, Sirija, zgrajeni v osmanskem obdobju.
Muzej islamske umetnosti praviloma gosti tudi nestalne razstave sodobne umetnosti islamskega sveta. Leta 2008 sta  bili razstavi sodobnega turškega oblikovanja z naslovom Turški užitek, in Nakš  (Spol v iranski umetnosti in družbi).
Leta 2008 je bil razstavljen tudi del zbirke Edmunda de Ungerja iz njegovega doma Hamu, Surrey. Zbirka je zaenkrat posojena za petnajst let. Ena od najpomembnejših povojnih zasebnih zbirk islamske umetnosti zajema ves islamski svet od srednjega veka  do 18.  stoletja in vključuje preproge, tekstil, iluminacije,  knjigoveške, keramične in kovinske izdelke in predmete iz kristalov.

### Muzej prednjeazijskih kultur (Vorderasiatisches Museum)
V Muzeju prednjeazijskih kultur so razstavljeni predmeti, ki so jih našli nemški in drugi arheologi na ozemlju asirske, sumerske in babilonske kulture. Razen teh so na ogled tudi zgodovinske zgradbe, reliefi, manjši kulturni objekti in nakit. 
Glavni eksponat so Ištarina vrata, procesijska ulica iz Babilona in pročelje prestolne dvorane Nebukadnezarja II.
V Muzeju bližnjevzhodnih kultur je tudi Meissnerjev fragment Epa o Gilgamešu.

## Načrti
Celovit načrt razvoja Muzejskega otoka vključuje razširitev Pergamonskega muzeja in povezave med Novim in Bodejevim muzejem, Staro narodno galerijo, novim centrom za obiskovalce in Galerijo Jamesa Simona. 
Na arhitekturnem natečaju leta 2000 je zmagal Oswald Mathias Ungers iz Kölna. Pergamonski muzej bo prenovljen po njegovem načrtu, ki kontroverzno predlaga velike predelave stavb, nespremenjenih od leta 1930. Sedanja vhodna stavba na Trgu časti bo nadomeščena s četrtim krilom in podzemnim sprehodom - Arheološko promenado, ki bo povezala štiri od petih muzejev.
Muzej je zaradi prenove delno zaprt od leta 2014. Dvorana s Pergamonskim oltarjem bo ostala zaprta do konca obnov. Muzej naj bi bil ponovno odprt leta  2019, vendar vse kaže, da se to ne bo zgodilo pred letom 2023. Stroški prenove so se skoraj podvojili na 477 milijonov evrov.

## Vira
- Haase, Claus-Peter (2007). A Collector's Fortune: Islamic Art from the Collection of Edmund de Unger. Hirmer Publishers, ISBN 978-3-7774-4085-9.
- Bilsel, Can (2012). Antiquity on Display: Regimes of the Authentic in Berlin's Pergamon Museum. Oxford University Press, ISBN 978-0-1995-7055-3.